# Coronigoniella lineola
Coronigoniella lineola är en insektsart som först beskrevs av Henry Fairfield Osborn 1926.  Coronigoniella lineola ingår i släktet Coronigoniella och familjen dvärgstritar. Inga underarter finns listade i Catalogue of Life.